# Hidaka Sōnojō
Hidaka Sōnojō est un nom japonais traditionnel ; le nom de famille (ou le nom d'école), Hidaka, précède donc le prénom (ou le nom d'artiste).
Le baron Hidaka Sōnojō (日高 壮之丞, Hidaka Sōnojō) (26 avril 1848 - 24 juillet 1932) est un amiral de la marine impériale japonaise surtout connu pour son rôle durant la première guerre sino-japonaise.

## Biographie
Hidaka est le second fils d'un samouraï au service du clan Shimazu du domaine de Satsuma et est né à Kagoshima.
En 1870, il entre dans la 2e promotion de l'académie navale impériale du Japon et comme cadet dans l'équipage qui ramène la corvette Tsukuba (en) du Royaume-Uni au Japon en 1871. Pendant les vingt années suivantes, il gravit progressivement les échelons, servant sur le Kasuga (en), la corvette Nisshin (en), le Fusō (en), le Kenko (en), le Ryūjō (en), et l' Asama. En 1882, il est affecté au bureau des chantiers navals de l'État-major de la marine impériale japonaise mais continue de servir simultanément sur le Fusō l'Amagi (en) et le Seiki (en).
Hidaka retourne à l'État-major de la marine en 1886 et est envoyé en Europe en 1887-88. Il retourne en mer comme capitaine de la corvette Kongō (en), son premier commandement, en 1890. Il est capitaine du Musashi (en) en 1891 et du Fusō en 1892. Après un an comme commandant de l'école d'artillerie navale de 1893 à 1894, il est nommé capitaine du croiseur Hashidate (en) durant la première guerre sino-japonaise, participant à la bataille du fleuve Yalou. Il est ensuite affecté à la tête du Matsushima (en) en 1895, un poste qu'il tient simultanément avec celui de commandant de l'académie navale impériale puisque le Matsushima est en réparation pour les dommages subis pendant la guerre.
Hidaka est promu contre-amiral en 1896 et devient commandant-en-chef de la flotte de préparation en 1898. Il est promu vice-amiral en 1900 et devient commandant du district de garde de Takeshiki. Il retourne à la tête de la flotte de préparation de 1902 à 1903 et est nommé commandant du district naval de Maizuru.
Au début de la guerre russo-japonaise, Hidaka est en ligne pour être promu commandant de la flotte combinée contre la marine impériale russe. Cependant, le ministre de la Marine Yamamoto Gonnohyōe choisit Tōgō Heihachirō à sa place. Quand il est questionné sur sa décision par l'empereur Meiji, Yamamoto répond que c'est parce que « Tōgō est chanceux ».
Hidaka reçoit le titre de baron (danshaku) selon le système de noblesse kazoku en 1907, et est promu amiral en 1908. Il se retire du service actif en 1909 et de la réserve en 1918. Il meurt en 1932.

## Dans la culture populaire
Dans l'adaptation en feuilleton TV de Saka no Ue no Kumo de Ryōtarō Shiba, le rôle de Hidaka est tenu par l'acteur vétéran Akira Nakao (en)